# Maria Bengtsson
Maria Bengtsson (Malmö, 5 de marzo de 1964) es una deportista sueca que compitió en bádminton, en las modalidades de dobles y dobles mixto.
Ganó tres medallas en el Campeonato Mundial de Bádminton entre los años 1985 y 1991, y doce medallas en el Campeonato Europeo de Bádminton entre los años 1984 y 1994.
Participó en dos Juegos Olímpicos de Verano, en los años 1992 y 1996, ocupando el quinto lugar en Barcelona 1992, en la prueba de dobles.

## Palmarés internacional
| Campeonato Mundial | Campeonato Mundial       | Campeonato Mundial | Campeonato Mundial |
| Año                | Lugar                    | Medalla            | Prueba             |
| ------------------ | ------------------------ | ------------------ | ------------------ |
| 1985               | Calgary (Canadá)         | Medalla de plata   | Dobles mixto       |
| 1989               | Yakarta (Indonesia)      | Medalla de bronce  | Dobles             |
| 1991               | Copenhague (Dinamarca)   | Medalla de plata   | Dobles             |
| Campeonato Europeo |                          |                    |                    |
| Año                | Lugar                    | Medalla            | Prueba             |
| 1984               | Preston (Reino Unido)    | Medalla de plata   | Dobles mixto       |
| 1984               | Preston (Reino Unido)    | Medalla de bronce  | Dobles             |
| 1986               | Uppsala (Suecia)         | Medalla de bronce  | Dobles             |
| 1986               | Uppsala (Suecia)         | Medalla de bronce  | Dobles mixto       |
| 1988               | Kristiansand (Noruega)   | Medalla de bronce  | Dobles             |
| 1988               | Kristiansand (Noruega)   | Medalla de bronce  | Dobles mixto       |
| 1990               | Moscú (URSS)             | Medalla de plata   | Dobles mixto       |
| 1990               | Moscú (URSS)             | Medalla de bronce  | Dobles             |
| 1992               | Glasgow (Reino Unido)    | Medalla de bronce  | Dobles             |
| 1992               | Glasgow (Reino Unido)    | Medalla de bronce  | Dobles mixto       |
| 1994               | Den Bosch (Países Bajos) | Medalla de bronce  | Dobles             |
| 1994               | Den Bosch (Países Bajos) | Medalla de bronce  | Dobles mixto       |